# Kościół św. Bonawentury z Bagnoregio w Pakości
Kościół świętego Bonawentury z Bagnoregio w Pakości – rzymskokatolicki kościół parafialny należący do parafii pod tym samym wezwaniem (dekanat barciński archidiecezji gnieźnieńskiej).

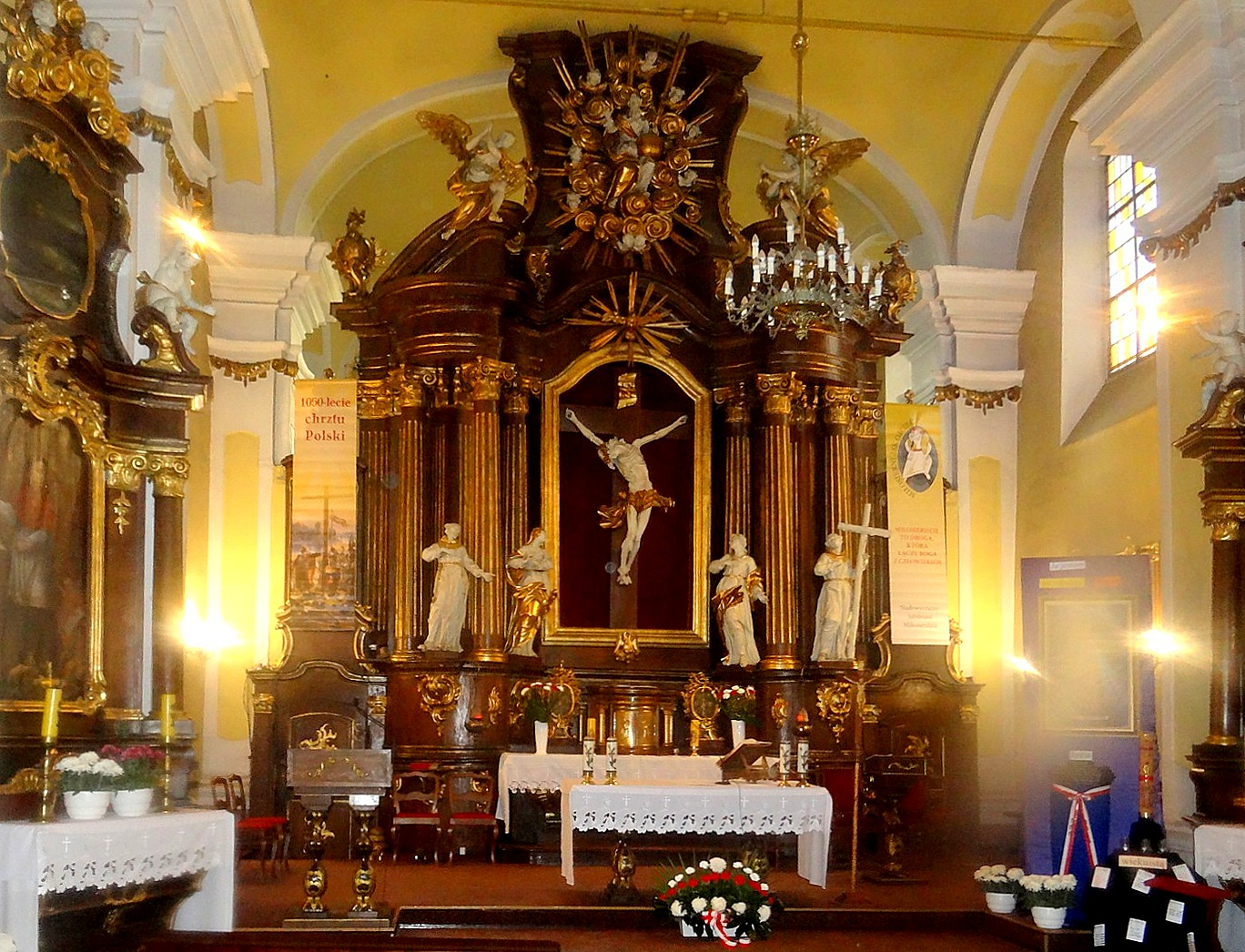
Prezbiterium

Obecny kościół został wzniesiony w 1631 roku. Jest to budowla poklasztorna wybudowana przez oo. reformatów na starych murach zamku. Świątynia została konsekrowana przez biskupa Andrzeja Gembickiego w 1637 roku. Kościół został rozbudowany w latach 1763-1769. Świątynia reprezentuje styl barokowy, z kolei wnętrze nosi cechy stylu rokokowego. Do zabytków kościoła należą: ołtarze, figura z drzewa lipowego (z XVII wieku), obraz malarza Bartłomieja Strobla „Matka Boża z Dzieciątkiem Jezus adorowana przez św. Bonawenturę i św. Ludwika de Valois” (z 1647 roku), barokowy krucyfiks (z XVII wieku), monstrancja (z XVIII wieku), kielichy (z XVI i XVII wieku), barokowo-renesansowy relikwiarz Krzyża Świętego (z XVII wieku), pacyfikały (z XVII i XVIII wieku), ornaty (z XVIII wieku), mosiężny kociołek na wodę (z XVIII wieku).